# Пођо Пјерачи (Фиренца)
Пођо Пјерачи је насеље у Италији у округу Фиренца, региону Тоскана.
Према процени из 2011. у насељу је живело 42 становника. Насеље се налази на надморској висини од 28 м.